# Emmanuel Kiwanuka Nsubuga
Emmanuel Kiwanuka Nsubuga, ugandski rimskokatoliški duhovnik, škof in kardinal, * 5. november 1914, Kisule, † 20. april 1991.

## Življenjepis
15. decembra 1946 je prejel duhovniško posvečenje.
5. avgusta 1966 je bil imenovan za nadškofa Kampale in 30. oktobra istega leta je prejel škofovsko posvečenje.
24. maja 1976 je bil povzdignjen v kardinala in imenovan za kardinal-duhovnika S. Maria Nuova.
8. februarja 1990 se je upokojil.